# Raymond de Sèze
Raymond Romain Conte di Sèze o Desèze (Bordeaux, 26 settembre 1750 – Parigi, 2 maggio 1828) è stato un avvocato francese.
Insieme a Tronchet e a Malesherbes difese re Luigi XVI durante il suo processo per alto tradimento.